# Teatro dell'Opera di Roma
Il Teatro dell'Opera di Roma è il teatro romano dedicato all'opera teatrale in musica e al balletto; è anche conosciuto come Teatro Costanzi dal nome del suo artefice, Domenico Costanzi.

## Storia

Il Palazzo dell'Opera nel 1940

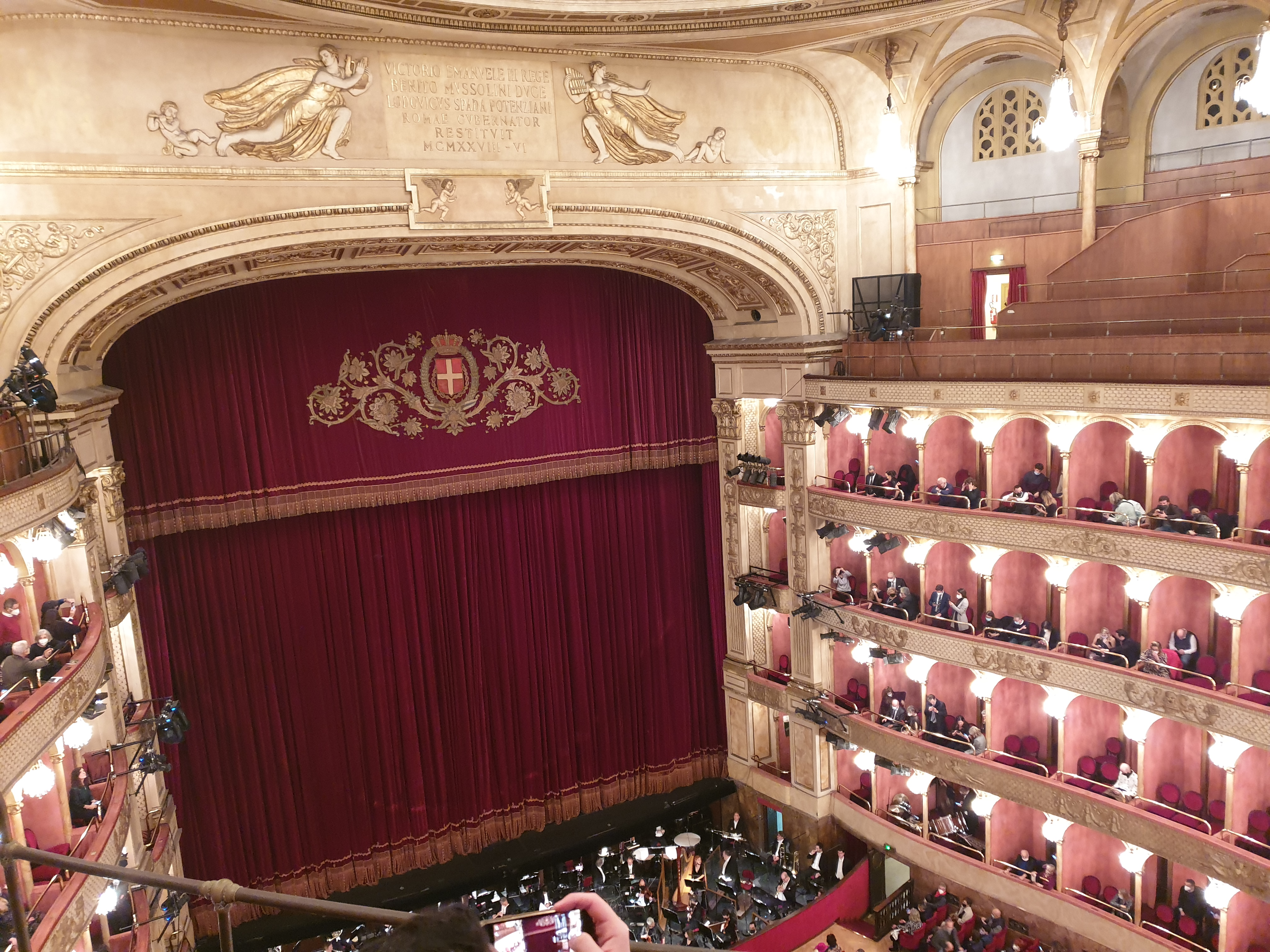
La sala dal loggione

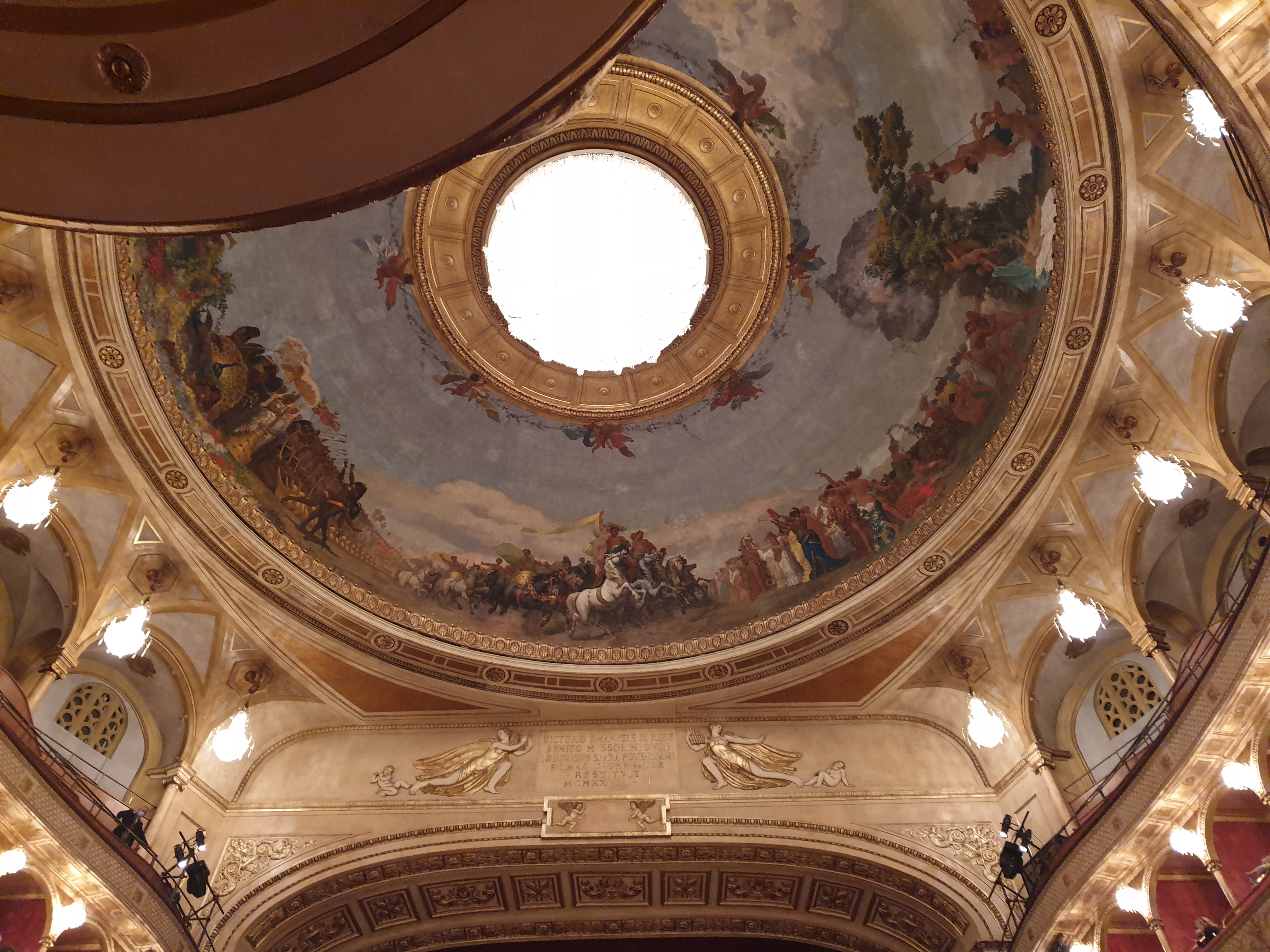
Il soffitto dall'ingresso

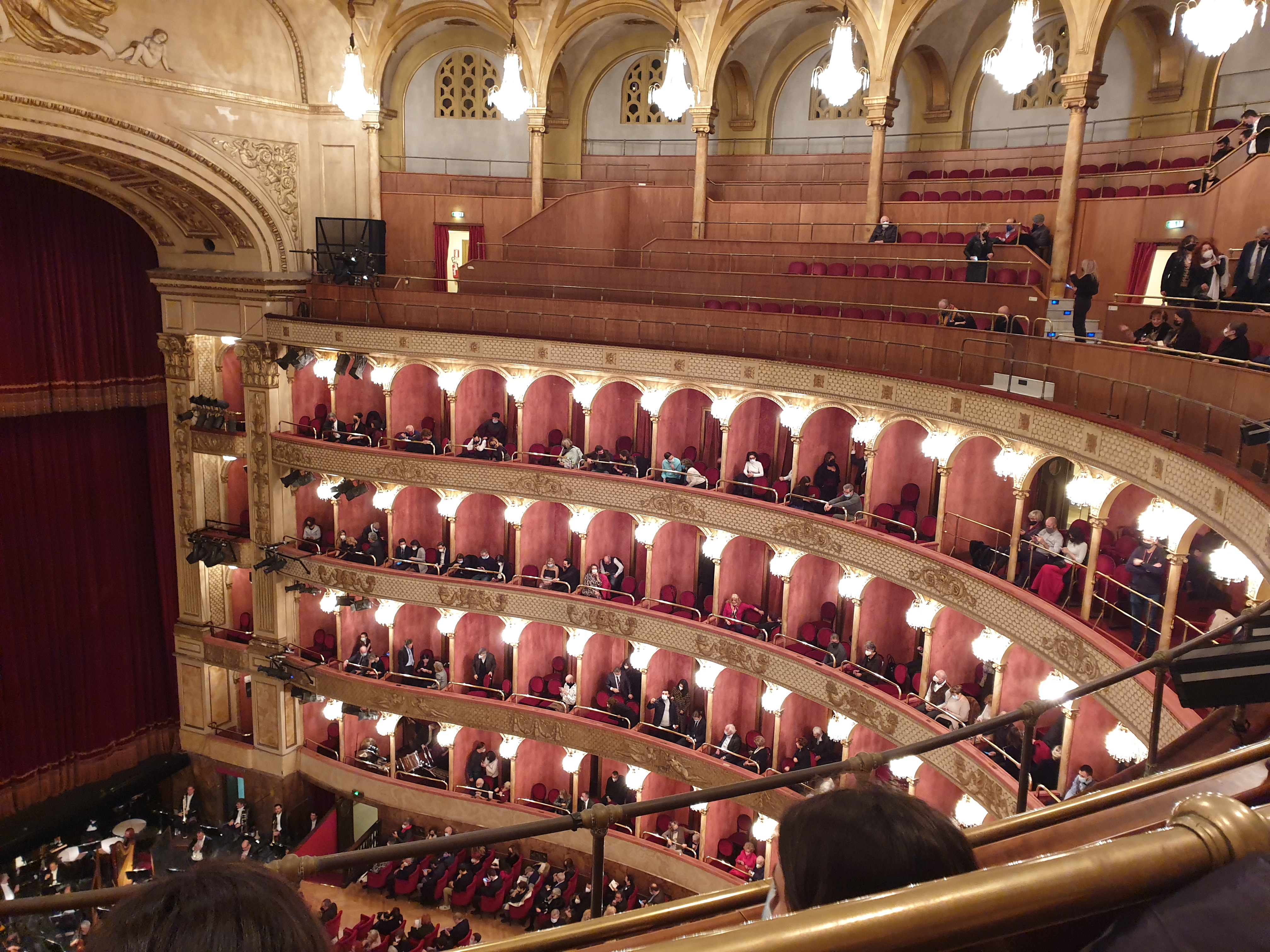
Scorcio dei palchi dal loggione

Ancor prima che la capitale d'Italia fosse trasferita a Roma, monsignor Francesco Saverio de Mérode, che possedeva la vallata di San Vitale, vide con chiarezza che urbanizzare il percorso dalla stazione ferroviaria (la futura Stazione Termini che allora era in costruzione) alla via del Corso sarebbe stato un vero affare. Domenico Costanzi partecipò all'iniziativa e comprò terreni, sui quali fece costruire dapprima l'Hotel Quirinale, ora divenuto uno dei Locali storici d'Italia, lungo la neonata via Nazionale nel 1874, poi su quello che diventerà il terreno confinante il Teatro d'Opera, che nella nuova capitale ancora mancava. L'albergo comunicava col teatro attraverso un passaggio sotterraneo, che garantiva la massima privacy agli artisti (i quali non avevano che da attraversarlo per giungere al palco dove si esibivano, e anche per questo apprezzavano molto la sistemazione).
L'architetto Achille Sfondrini nel 1879, in soli due anni costruì il teatro, nello stile neorinascimentale di moda all'epoca. Il teatro non era di grandi dimensioni (1.100 posti), ma aveva un'ottima acustica e una bella cupola dipinta da Annibale Brugnoli. L'opera fu inaugurata alla presenza del re Umberto I di Savoia e della regina Margherita di Savoia il 27 novembre 1880, con la Semiramide di Rossini.
L'impresa, tuttavia, non si rivelò particolarmente redditizia: Costanzi dovette impegnarvi beni propri e rimanerne impresario fino alla morte quando gli succedette il figlio Enrico.
La conduzione amministrativa del Teatro fu rilevata nel 1907 dall'impresario Walter Mocchi. 
Nel 1912 Emma Carelli, moglie di Mocchi, divenne direttrice e responsabile della nuova «Impresa Costanzi».
Nel 1926 il comune di Roma acquistò il teatro e ne assunse la gestione. I lavori di completamento, ampliamento e ristrutturazione furono affidati all'architetto Marcello Piacentini, che con la chiusura del teatro il 15 novembre 1926 rifece integralmente i prospetti esterni, aumentò di uno i tre ordini di palchi originali (a Costanzi erano mancati i fondi per completare la sala), ristrutturò la galleria e fece installare uno straordinario lampadario di cristallo, il più grande d'Europa. Le Fame volanti reggenti strumenti musicali, in stucco patinato, che adornano la balconata del palco reale e del I° ordine dei palchi, sono opera di Gianni Remuzzi.
Il teatro assunse dunque la nuova denominazione di Teatro Reale dell'Opera e fu reinaugurato il 27 febbraio 1928 con il Nerone di Arrigo Boito diretto da Gino Marinuzzi. 
Fu poi eliminato l'ingresso riservato alle carrozze a cavalli, che si affacciava sui giardini sul retro dell'hotel Quirinale, accessibile da un vicolo cieco (via del Teatro) oggi non più esistente. L'ingresso principale fu quindi spostato da via Firenze a via del Viminale (successivamente ribattezzato in quel tratto piazza Beniamino Gigli), ma non fu possibile, per la ristrettezza dei tempi, creare la nuova facciata sulla piazza secondo un progetto predisposto da Piacentini e rimasto tuttora inedito (in un corridoio del teatro è attualmente esposto il plastico di una delle prime versioni del progetto).
Nel 1930 venne allestito dalla ditta organaria Buccolini un organo a canne con una tastiera e pedaliera, celato sulla destra del palcoscenico da una griglia espressiva. L'organo è stato restaurato dalla stessa ditta nel 2004.
Eliminato l'epiteto reale con il passaggio alla Repubblica, nel 1956 il comune di Roma affidò allo stesso Piacentini l'incarico di curare un nuovo intervento di ampliamento e restauro. I lavori, che hanno previsto tra l'altro la creazione di uno scalone d'onore e di un foyer dei palchi, di locali per uffici, l'installazione di nuovi arredi e il rifacimento della facciata in uno stile novecentesco, furono ultimati nel 1960. Il Teatro dell'Opera di Roma ha una capienza attuale di circa 1560 posti. 
Dal dicembre 2021 ne è sovrintendente Francesco Giambrone, già al Teatro Massimo di Palermo nello stesso ruolo.

## Musica, musicisti ed interpreti

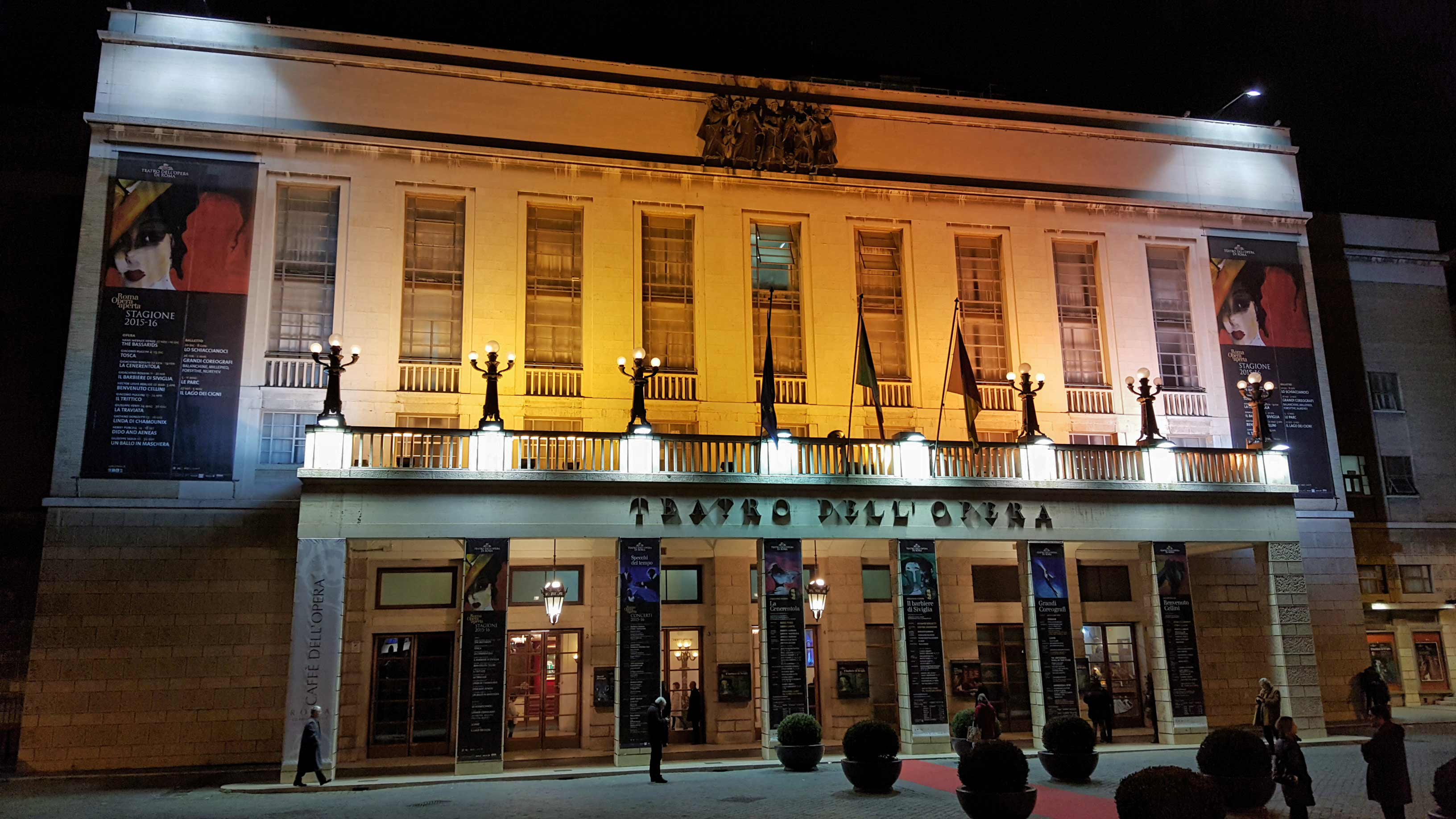
Teatro dell'Opera di Roma, notturna, 2016.

Nel 1888 il Costanzi ospitò la prima assoluta di Medgé di Spiro Samara con Emma Calvé, nel 1890 quella di Mala Pasqua di Stanislao Gastaldon, quella di Rudello di Vincenzo Ferroni. Nel 1896 di La sorella di Mark di Giacomo Setaccioli.
Pietro Mascagni fu un assiduo frequentatore dell'Opera, di cui fu anche direttore artistico nella stagione 1909-10 e vi diede diverse prime, come la Cavalleria rusticana il 17 maggio 1890 con Gemma Bellincioni e Roberto Stagno, L'amico Fritz il 31 ottobre 1891, diretta da Rodolfo Ferrari con Fernando De Lucia e Paul Lhérie, Iris nel 1898 con Enrico Caruso,  Le maschere il 17 gennaio 1901, e poi ancora la Lodoletta nel 1917.
Giacomo Puccini diede al Costanzi la prima della Tosca il 14 gennaio 1900 (di cui il 9 marzo 2004 è stato ripresentato l'allestimento storico), la prima italiana della La fanciulla del West, diretta da Arturo Toscanini nel 1911, ed ancora la prima italiana del Gianni Schicchi nel 1919.
Ruggero Leoncavallo vi presentò la prima di Maia nel 1910; dieci anni dopo Riccardo Zandonai vi diede la prima di Giulietta e Romeo. Infine, il 5 gennaio 1952 è andata in scena in prima assoluta la Sakùntala di Franco Alfano, rifacimento della precedente La leggenda di Sakuntala andata in scena al Teatro Comunale di Bologna, il 10 dicembre 1921 e di cui poi era andata perduta la partitura durante la seconda guerra mondiale.
Al Teatro Reale dell'Opera di Roma, con la regia di Marcello Govoni, fu rappresentata il 15 febbraio 1934 la prima assoluta di Cecilia, opera in tre episodi e quattro quadri, composta dal sac. Licinio Refice (Patrica, 1883 – Rio de Janeiro, 1954). Cecilia, basata sulla vita dell'omonima santa (Cecilia di Roma, martire nel III secolo), ebbe grande successo anche grazie all'interpretazione del celebratissimo soprano Claudia Muzio. L'evento fu possibile dopo una decennale battaglia condotta dal Maestro Licinio Refice presso le autorità civili e religiose; la partitura era, difatti, pronta già nel 1922 e l'autore sperava di rappresentarla per l'Anno Santo del 1925.

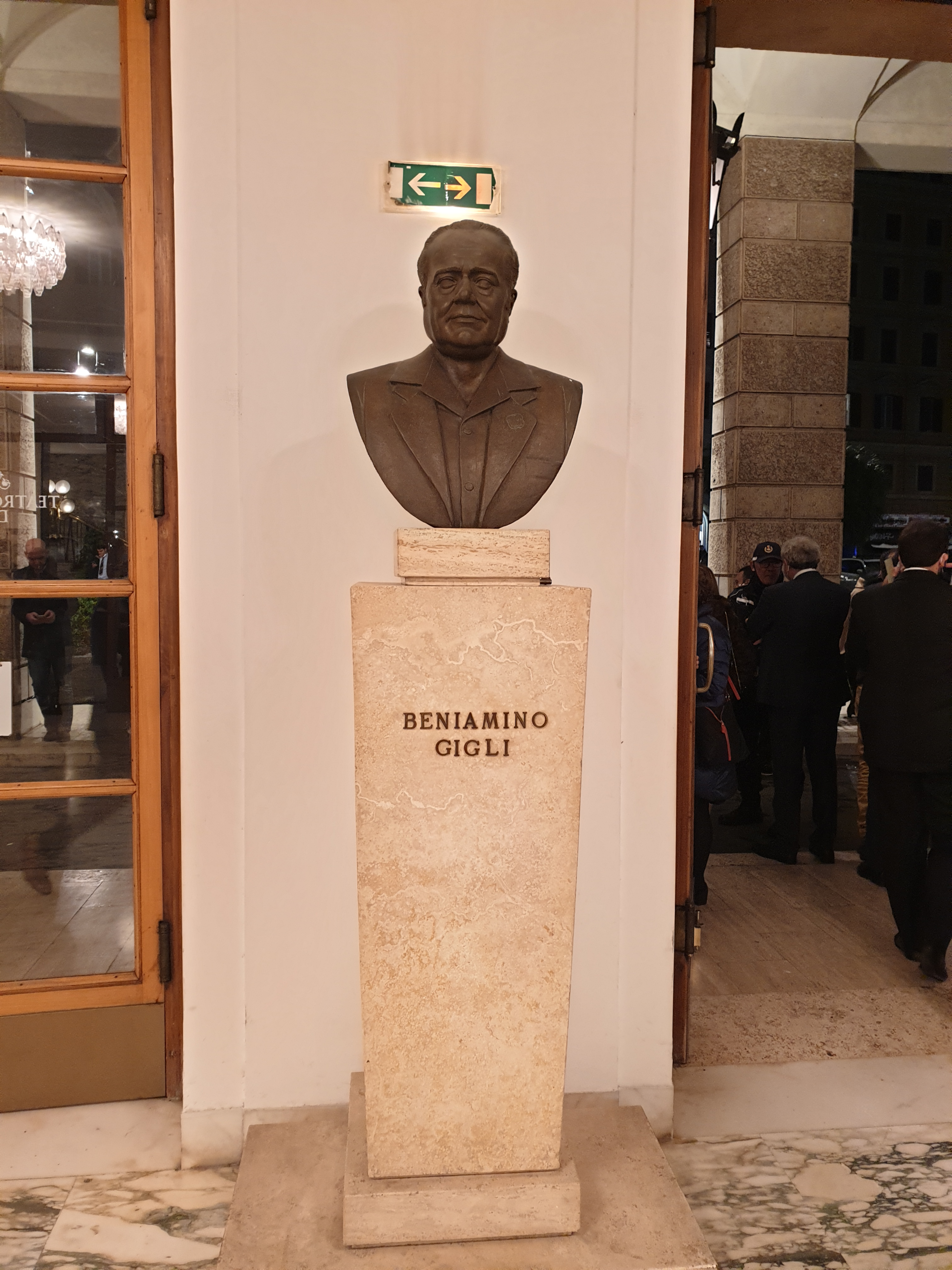
Busto di Beniamino Gigli nell'ingresso

A parte le prime, sono rimaste memorabili alcune grandi esecuzioni, come Le nozze di Figaro di Mozart del 1964 diretta da Carlo Maria Giulini per la regia di Luchino Visconti con Ilva Ligabue, Mariella Adani e Rolando Panerai, il Don Carlo di Giuseppe Verdi diretto da Giulini per la regia di Visconti nel 1965.
Nel 1999 Claudio Baglioni è il primo artista pop a tenere un concerto in tale sede, un'iniziativa benefica a sostegno delle popolazioni Balcaniche colpite dalla guerra.
Nell'agosto del 2011 Riccardo Muti ha ricevuto la nomina di Direttore Onorario a vita.
Hanno diretto al Costanzi, tra gli altri, Otto Klemperer, Victor de Sabata, Vittorio Gui, Gino Marinuzzi, Tullio Serafin, Gabriele Santini, Erich Kleiber, Arturo Toscanini, Antonino Palminteri, Herbert von Karajan, Giuseppe Sinopoli, Carlo Maria Giulini, Thomas Schippers, Claudio Abbado, Gianandrea Gavazzeni, Georg Solti, Georges Prêtre, Zubin Mehta, Lorin Maazel, Peter Maag, Mstislav Rostropovič, Giuseppe Patanè, Wolfgang Sawallisch, Nino Sanzogno, Lovro von Matačić, Gianluigi Gelmetti, Oliviero De Fabritiis e dal 2008 Riccardo Muti.
Vi hanno cantato Enrico Caruso, Beniamino Gigli, Fëdor Šaljapin, Giacomo Lauri-Volpi, Aureliano Pertile, Claudia Muzio, Maria Caniglia, Giuseppina Cobelli, Ebe Stignani, Fedora Barbieri, Maria Callas, Renata Tebaldi, Magda Olivero, Mario Del Monaco, Giuseppe Di Stefano, Franco Corelli, Tito Gobbi, Alfredo Kraus, Carlo Bergonzi, Leyla Gencer, Antonietta Stella, Renata Scotto, Montserrat Caballé, Joan Sutherland, Marilyn Horne, Raina Kabaivanska, Piero Cappuccilli, Renato Bruson, José Carreras, Plácido Domingo, Luciano Pavarotti, Ruggero Raimondi, Roberto Alagna, Gino Sinimberghi, Giulio Neri, Leontyne Price, Leo Nucci, Renato Bruson, Jessica Pratt e Anna Netrebko.

## Balletto
Qui si ebbe la prima italiana de L'uccello di fuoco di Igor' Fëdorovič Stravinskij, rappresentata dalla compagnia di Balletti Russi di Sergej Djagilev il 9 aprile 1917. Anche l'American Ballet Theatre ed il Sadler's Wells oggi Royal Ballet si sono esibiti sul palcoscenico romano sin dall'immediato dopoguerra, così come le stelle sovietiche Rudol'f Nureev, Natalija Romanovna Makarova, Vladimir Viktorovič Vasil'ev, Ekaterina Maksimova.
Il Teatro ha inoltre dal 1928 una sua scuola di danza, ed il corpo di ballo stabile ha sempre avuto una stagione di balletto molto popolare nella città e oltre. 
Negli anni '50 Attilia Radice e Guido Lauri hanno danzato alle prime assolute dei principali balletti di tradizione, per essere poi destinati alla direzione rispettivamente di scuola e compagnia. Alcuni esempi tra le numerosissime celebrità che nel tempo hanno curato gli spettacoli di danza sono: Erik Bruhn, Zarko Prebil, Roland Petit, Majja Michajlovna Pliseckaja, Carla Fracci, Paolo Bortoluzzi.
Da maggio 2015, la direttrice è Eleonora Abbagnato.

## L'Orchestra ed il Coro

Interno con orchestra 1919 ca

Le varie gestioni impresariali che guidarono il teatro fino al 1926, per ragioni legate ai problemi economici ed alla concezione di un lavoro in cui la costante era la precarietà e la saltuarità, non formarono un complesso orchestrale stabile. 
Una svolta fu impressa nel 1905, per la volontà dell'assessore comunale Conte Enrico di Sanmartino, che convinse il Consiglio Comunale di Roma a creare l'Orchestra Municipale composta da cento elementi, molti dei quali provenienti dalla Banda Municipale, diventando l'Orchestra del Teatro Costanzi fino al 1926.
La modificazione del Costanzi in Teatro Reale dell'Opera, spinse i dirigenti del Teatro e principalmente l'amministrazione comunale a decidere di creare un complesso orchestrale stabile, anche se con contratto stagionale.
Nel 1935 il Comune di Roma, attraverso il Vice Governatore Marchese Dentice d'Accadia, come Direttore Artistico decise l'organico complessivo delle maestranze del Teatro determinando quello dell'Orchestra in 143 elementi compresi i professori della Banda.
Il Coro del Teatro dell'Opera di Roma partecipa alla vita artistica del Costanzi dal 1935 per volontà di Tullio Serafin, Direttore Artistico dell'allora Teatro Reale dell'Opera.

## Terme di Caracalla
Fin dal 1º agosto 1937 il Governatore di Roma Piero Colonna decise che il Teatro dell'Opera dovesse avere una stagione estiva all'aperto, sul modello dei precedenti Festival lirico all'Arena di Verona e del Festival Puccini a Torre del Lago, che in quegli anni godevano di grande successo. Come periodo per le rappresentazioni furono scelti i mesi di luglio e agosto, e come sede fu individuato il complesso archeologico delle Terme di Caracalla. Il palcoscenico con i suoi impianti tecnologici, progettato e allestito da Pericle Ansaldo, venne posizionato all’interno di una delle aule situate accanto al tepidarium, e per le sue dimensioni, 1500 mq di superfici ed un boccascena di 22 m, divenne il più grande palcoscenico del mondo, con un'unica platea, divisa in sei settori, in grado di ospitare 8.000 posti. La prima stagione, nel 1937, ebbe cinque rappresentazioni in totale, tre di Lucia di Lammermoor e due di Tosca.
Nel 1938 le opere furono sei (La Gioconda, Mefistofele, Aida, Lohengrin, Isabeau diretta dal compositore e Turandot) per un totale di 28 rappresentazioni, dal 30 giugno fino al 15 agosto. In questa occasione il palcoscenico fu collocato all’interno dell’esedra del calidarium, dove si trova ancora oggi, e la platea fu ampliata e portata ad una capienza di 20.000 posti. Gli spettacoli lirici allestiti in questa sede hanno sempre avuto gran successo di pubblico, favorito negli anni dal turismo di massa. Gli allestimenti alle Terme furono interrotti durante la seconda guerra mondiale riprendendo dal 1945, e poi ancora per una decina d'anni a partire dal 1993 per consentire importantissimi restauri delle murature romane, e l'ambientazione archeologica fu sostituita saltuariamente con lo Stadio Olimpico. Dal 2001 la stagione estiva è stata ripristinata nell'ambientazione originale. Per il 2020 e il 2021 la stagione estiva di opera e balletto si è tenuta presso il Circo Massimo, dove è stato possibile preparare una platea, un golfo mistico e una palco più grandi in modo da rispettare il distanziamento necessario contro la pandemia di COVID-19.

## Prime assolute
- Medgé di Spiro Samara (1888)
- Mala Pasqua di Stanislao Gastaldon (1890)
- Rudello di Vincenzo Ferroni (1890)
- Cavalleria rusticana di Pietro Mascagni (17 maggio 1890)
- L’amico Fritz di Pietro Mascagni (31 ottobre 1891)
- La sorella di Mark di Giacomo Setaccioli (1896)
- Iris di Pietro Mascagni (22 novembre 1898)
- Tosca di Giacomo Puccini (14 gennaio 1900)
- Le maschere di Pietro Mascagni (17 gennaio 1901)
- Maia di Ruggero Leoncavallo (1910)
- Giulietta e Romeo di Riccardo Zandonai (1920)
- Cecilia di Licinio Refice (15 febbraio 1934)
- Sakùntala di Franco Alfano (5 gennaio 1952)
- Un romano a Marte di Vittorio Montalti (22 novembre 2019)
- Julius Caesar di Giorgio Battistelli (20 novembre 2021)
- Acquaprofonda di Giovanni Sollima (3 dicembre 2021)

## Responsabili del teatro
Impresari
- Domenico Costanzi (1880-1898)
- Enrico Costanzi (1898-1907)
- Walter Mocchi (1907-1912)
- Emma Carelli (1912-1926)

Sovrintendenti (dal 1946 ad oggi)
- Agostino D'Adamo
- Paolo Salviucci
- Costantino Parisi
- Carlo Latini
- Ennio Palmitessa
- Gerardo Agostini
- Franco Rebecchini
- Luca Di Schiena
- Roman Vlad (1980-30 marzo 1982)
- Giorgio Moscon (30 marzo 1982-25 maggio 1983)
- Alberto Antignani (25 maggio 1983-1989)
- Ferdinando Pinto (1989-1991)
- Gian Paolo Cresci (1991-1994)
- Giorgio Vidusso (1994-1996)
- Sergio Escobar (1996-1998)
- Sergio Sablich (1998-1 luglio 1999)
- Francesco Ernani (1 luglio 1999-3 aprile 2009)
- Catello De Martino (12 giugno 2009-21 dicembre 2013)
- Carlo Fuortes (21 dicembre 2013-27 dicembre 2021)
- Francesco Giambrone (27 dicembre 2021-)

Commissari straordinari
- Roberto Morrione (dicembre 1978-gennaio 1981)
- Pietro Giubilo (1989)
- Carmelo Rocca (1989-1991)
- Franco Carraro (gennaio-aprile 1993)
- Alessandro Voci (aprile-luglio 1993)
- Francesco Rutelli (1994)
- Gianni Alemanno (3 aprile-12 giugno 2009)

Direttori artistici
- Edoardo Sonzogno (1888)
- Giuseppe Lamperti
- Pietro Mascagni (1909-1910)
- Emma Carelli (1911-1926)
- Gino Marinuzzi (1928-1934)
- Tullio Serafin (1934-1943)
- Oliviero De Fabritiis (1943-1944)
- Gabriele Santini (1944-1947)
- Riccardo Vitale e Tullio Serafin (1962-1963)
- Massimo Bogianckino (1963-1968)
- Mario Zafred (1968-1974)
- Gioacchino Lanza Tomasi (1974-1984)
- Bruno Cagli (1984-1990)
- Gian Carlo Menotti (1992-1994)
- Vincenzo De Vivo (1995-1998)
- Giuseppe Sinopoli (1998-2000)
- Gianni Tangucci (2000-2002)
- Gianluigi Gelmetti (2002-2008)
- Alessio Vlad (2009-2023)
- Paolo Arcà (2024-)

Direttori generali
- Stefano Rossi (1 gennaio 2023-31 dicembre 2025)

Direttori musicali
- Luigi Mancinelli (1875-1881)
- Edoardo Mascheroni (1884-1887)
- Leopoldo Mugnone (1888)
- Egisto Tango (1911-1919)
- Gino Marinuzzi (1928-1934)
- Oliviero De Fabritiis (1934-1961)
- Bruno Bartoletti (1965-1973)
- Daniel Oren (1979-1980)
- Jan Latham Koenig
- Gianluigi Gelmetti (1984-1986)
- Giuseppe Patané (aprile-maggio 1989)
- Gustav Kuhn (1986-2001)
- Gianluigi Gelmetti (2001-2009)
- Riccardo Muti de facto (agosto 2009-settembre 2014)
- Daniele Gatti (1 gennaio 2019-31 dicembre 2021)
- Michele Mariotti (1º novembre 2022-)

Direttore onorario a vita
- Riccardo Muti (ottobre 2011-)

Direttori del corpo di ballo
- Ileana Leonidov per le allieve e Dmitri Rostov per gli allievi (1928-1931)
- Nicola Guerra (1931)
- Ettore Caorsi e Mara Dousse (1932-1938)
- Aurel Milloss (1938-1945)
- Boris Romanoff (1951-1955)
- Aurel Milloss (1955-1957)
- Anton Dolin (1961-1963)
- Claude Newmann (1964-1965)
- Erik Bruhn (ospite, 1965-1967)
- Guido Lauri (maestro responsabile fisso 1965-1983)
- Zarko Prebil (ospite tra il 1971 e l'80)
- André Prokovsky (1978-80)
- Danuta Piasecka (1981-1982)
- Majja Michajlovna Pliseckaja (1984-1985)
- Pierre Lacotte (1986-87)
- Mario Pistoni (1988-89)
- Elisabetta Terabust (1990-1992)
- Raffaele Paganini (ad interim 1993)
- Vladimir Vassiliev (1993-1994)
- Giuseppe Carbone (1994-1997)
- Amedeo Amodio (1997-2000)
- Carla Fracci (2000-2010)
- Micha van Hoecke (2010-2014)
- Eleonora Abbagnato (2015-)

Direttori del coro
- Giuseppe Conca
- Gianni Lazzari
- Tullio Boni
- Roberto Benaglio
- Augusto Parodi
- Ine Meister
- Marcel Seminara
- Andrea Giorgi (2000-2010)
- Roberto Gabbiani (2010-2022)
- Ciro Visco (2022-)

## Discografia parziale
- Giordano: Andrea Chénier - Coro e Orchestra del Teatro dell'Opera di Roma/Gabriele Santini/Franco Corelli/Anna Di Stasio/Antonietta Stella/Luciana Moneta/Stefania Malagu/Victor Olof, EMI/Warner
- Mascagni: Parisina (Live) - Gianandrea Gavazzeni/Stella Silva/Giuseppe Vendittelli/Leonia Vetuschi/Corinna Vozza/Orchestra e Coro del Teatro dell'Opera di Roma/Katia Angeloni/Etta Bernard/Ferruccio Furlanetto/Atarah Hazzan/Aldo Protti/Giovanna Di Rocco, Bongiovanni
- Mascagni: Cavalleria Rusticana - Chor & Orchestra Del Teatro Dell Opera Di Roma/Elena Souliotis/Mario del Monaco/Silvio Varviso/Tito Gobbi, 1967 Decca
- Puccini: La Bohème - Coro del Teatro dell'Opera di Roma/Mariella Adani/Mirella Freni/Nicolai Gedda/Thomas Schippers, 1964 EMI/Warner
- Puccini: La Boheme - Orchestra e Coro del Teatro dell'Opera di Roma/Erich Leinsdorf, Mastercorp
- Puccini: Il Trittico - Coro e orchestra del Teatro dell'Opera di Roma/Fedora Barbieri/Gabriele Santini/Margaret Mas/Tullio Serafin/Victoria de los Ángeles/Vincenzo Bellezza, 1992 EMI/Warner
- Puccini: Madama Butterfly - Coro e Orchestra del Teatro dell'Opera di Roma/Gabriele Santini/Jussi Björling/Miriam Pirazzini/Paolo Caroli/Piero De Palma/Silvia Bertona/Victor Olof/Victoria De Los Angeles, EMI/Warner
- Puccini: Madama Butterfly - Anna Di Stasio/Coro e Orchestra del Teatro dell'Opera di Roma/Renata Scotto/Silvana Padoan/Sir John Barbirolli, 1967 EMI/Warner
- Puccini: Tosca - Armando Borgioli/Beniamino Gigli/Coro e Orchestra del Teatro dell'Opera di Roma/Maria Caniglia/Ninon Vallin/Oliviero De Fabritiis, 1938 Naxos
- Verdi, Aida - Solti/Price/Vickers/Merrill, 1962 Decca
- Verdi: Aida - Orchestra e Coro del Teatro dell'Opera di Roma/Tullio Serafin, Piros Send
- Verdi: Un ballo in maschera - Orchestra e Coro del Teatro dell'Opera di Roma/Tullio Serafin, Piros Send
- Verdi: Il trovatore (Live a Berlino) - Mirella Parutto/Franco Corelli/Fedora Barbieri/Ettore Bastianini/Coro e Orchestra del Teatro dell'Opera di Roma/Oliviero De Fabritiis, 1961 Walhall Eternity
- Verdi: Il Trovatore - Coro e Orchestra del Teatro dell'Opera di Roma/Gabriella Tucci/Giulietta Simionato/Luciana Moneta/Thomas Schippers/Victor Olof, EMI/Warner
- Verdi: Otello (Live) - Mario del Monaco/Tito Gobbi/Floriana Cavalli/Coro e Orchestra del Teatro dell'Opera di Roma/Franco Capuana, MYTO
- Conc. dei tre tenori, Cilea, Verdi, Puccini - Carreras/Domingo/Pavarotti, 1990 Decca
- Elena Souliotis: Airs De Donizetti & Verdi - Elena Souliotis/Oliviero de Fabritiis/ Orchestra del Teatro dell'Opera di Roma, 1967 Decca